# Девенці
Де́венці (болг. Девенци) — село в Плевенській області Болгарії. Входить до складу общини Червен-Бряг.

## Населення
За даними перепису населення 2011 року у селі проживали 654 особи.
Національний склад населення села:
| Національність   | Кількість осіб | Відсоток |
| ---------------- | -------------- | -------- |
| болгари          | 628            | 98,9%    |
| не визначились   | 5              | 0,8%     |
| Всього відповіли | 635            |          |

Розподіл населення за віком у 2011 році:
Динаміка населення: